# Survivor (romance)
O sobrevivente (Survivor, no original) é um romance de Chuck Palahniuk publicado em 1999, ano de lançamento do filme Clube da Luta baseado em outro livro do autor. Assim como o sucesso Clube da Luta o sobrevivente traz traços marcantes do autor como um humor ácido e críticas a sociedade e seus costumes, algo característico do autor. No livro Tender Branson dentro da cabine de um avião, sequestrado por ele mesmo, resolve contar a história real de sua vida durante uma tentativa de suicídio. A personagem é um membro de uma seita religiosa nos Estados Unidos onde todos teriam que atentar contra a própria vida, porém nem todos o fizeram e eram conhecidos como sobreviventes.
O livro é uma crítica sagaz ao sistema religioso que manipula os seus fiéis, emergindo, igualmente, o tema do comercialismo, assunto recorrente na sua obra.